# Alpiner Nor-Am Cup 2010/11
Die Saison 2010/2011 des Nor-Am Cup im alpinen Skisport begann am 27. November 2010 in Loveland (Colorado) und endete am 20. März 2011 in Whistler (British Columbia). Bei Damen und Herren waren jeweils 27 Rennen (4 Abfahrten, 6 Super-G, 7 Riesenslaloms, 7 Slaloms und 3 Super-Kombinationen) geplant. Eine Super-Kombination der Damen musste ersatzlos abgesagt werden.
Die Tabellen zeigen die fünf Bestplatzierten in der Gesamtwertung und in jeder Disziplinwertung sowie die drei besten Fahrer jedes Rennens.

## Herren

### Gesamtwertung
| Rang | Name                | Land               | Punkte |
| ---- | ------------------- | ------------------ | ------ |
| 1    | Thomas Biesemeyer   | Vereinigte Staaten | 1009   |
| 2    | Colby Granstrom     | Vereinigte Staaten | 0927   |
| 3    | Ryan Cochran-Siegle | Vereinigte Staaten | 0845   |
| 4    | Will Gregorak       | Vereinigte Staaten | 0720   |
| 5    | Dustin Cook         | Kanada             | 0702   |

### Abfahrt
| Rang | Name              | Land               | Punkte |
| ---- | ----------------- | ------------------ | ------ |
| 1    | Wiley Maple       | Vereinigte Staaten | 250    |
| 2    | Kelby Halbert     | Kanada             | 247    |
| 3    | Thomas Biesemeyer | Vereinigte Staaten | 232    |
| 4    | Dustin Cook       | Kanada             | 219    |
| 5    | Conrad Pridy      | Kanada             | 156    |

### Super-G
| Rang | Name                | Land               | Punkte |
| ---- | ------------------- | ------------------ | ------ |
| 1    | Ryan Cochran-Siegle | Vereinigte Staaten | 525    |
| 2    | Thomas Biesemeyer   | Vereinigte Staaten | 417    |
| 3    | Dustin Cook         | Kanada             | 296    |
| 4    | Colby Granstrom     | Vereinigte Staaten | 207    |
| 5    | Brennan Rubie       | Vereinigte Staaten | 198    |

### Riesenslalom
| Rang | Name                 | Land               | Punkte |
| ---- | -------------------- | ------------------ | ------ |
| 1    | Will Gregorak        | Vereinigte Staaten | 412    |
| 2    | Tommy Ford           | Vereinigte Staaten | 276    |
| 3    | Thomas Biesemeyer    | Vereinigte Staaten | 226    |
| 4    | Colby Granstrom      | Vereinigte Staaten | 205    |
| 5    | Jean-Baptiste Grange | Frankreich         | 180    |
|      | Tim Jitloff          | Vereinigte Staaten | 180    |

### Slalom
| Rang | Name                | Land               | Punkte |
| ---- | ------------------- | ------------------ | ------ |
| 1    | Jonathan Nordbotten | Norwegen           | 381    |
| 2    | Colby Granstrom     | Vereinigte Staaten | 300    |
| 3    | Gabriel Rivas       | Frankreich         | 252    |
| 4    | Petter Brenna       | Norwegen           | 220    |
| 5    | Ryan Semple         | Kanada             | 172    |

### Super-Kombination
| Rang | Name                | Land               | Punkte |
| ---- | ------------------- | ------------------ | ------ |
| 1    | Thomas Biesemeyer   | Vereinigte Staaten | 134    |
| 2    | Ryan Cochran-Siegle | Vereinigte Staaten | 130    |
| 3    | Colby Granstrom     | Vereinigte Staaten | 129    |
| 4    | Brennan Rubie       | Vereinigte Staaten | 115    |
| 5    | Eian Sandvik        | Norwegen           | 110    |

### Podestplätze
Disziplinen:
- DH = Abfahrt
- SG = Super-G
- GS = Riesenslalom
- SL = Slalom
- SC = Superkombination

| Datum      | Ort            | Dis. | 1. Platz                                                         | 2. Platz                                                         | 3. Platz                                                         |
| ---------- | -------------- | ---- | ---------------------------------------------------------------- | ---------------------------------------------------------------- | ---------------------------------------------------------------- |
| 27.11.2010 | Loveland       | SL   | David Chodounsky (USA)                                           | Marcel Hirscher (AUT)                                            | Thomas Mermillod Blondin (FRA)                                   |
| 28.11.2010 | Loveland       | SL   | Steve Missillier (FRA)                                           | Marcel Hirscher (AUT)                                            | David Chodounsky (USA)                                           |
| 29.11.2010 | Aspen          | GS   | Jean-Baptiste Grange (FRA)                                       | Marcel Hirscher (AUT)                                            | Tommy Ford (USA)                                                 |
| 30.11.2010 | Aspen          | GS   | Tommy Ford (USA)                                                 | Jean-Baptiste Grange (FRA)                                       | Thomas Fanara (FRA)                                              |
| 08.12.2010 | Lake Louise    | DH   | Wiley Maple (USA)                                                | Kelby Halbert (CAN)                                              | Benjamin Thomsen (CAN)                                           |
| 09.12.2010 | Lake Louise    | DH   | Kelby Halbert (CAN)                                              | Louis-Pierre Hélie (CAN)                                         | Thomas Biesemeyer (USA)                                          |
| 10.12.2010 | Lake Louise    | SG   | Wegen großer Neuschneemengen abgesagt. Ersatzrennen in Whistler. | Wegen großer Neuschneemengen abgesagt. Ersatzrennen in Whistler. | Wegen großer Neuschneemengen abgesagt. Ersatzrennen in Whistler. |
| 12.12.2010 | Panorama       | SC   | Colby Granstrom (USA)                                            | Nick Daniels (USA)                                               | Andrew Phillips (USA)                                            |
| 12.12.2010 | Panorama       | SG   | Ryan Cochran-Siegle (USA)                                        | Nick Daniels (USA)                                               | Thomas Biesemeyer (USA)                                          |
| 13.12.2010 | Panorama       | SG   | Thomas Biesemeyer (USA)                                          | Colby Granstrom (USA)                                            | Dustin Cook (CAN)                                                |
| 15.12.2010 | Panorama       | GS   | Dustin Cook (CAN)                                                | Charles Christianson (USA)                                       | Colby Granstrom (USA)                                            |
| 16.12.2010 | Panorama       | SL   | Jonathan Nordbotten (NOR)                                        | Colby Granstrom (USA)                                            | Nick Daniels (USA)                                               |
| 03.01.2011 | Val Saint-Côme | SL   | Gabriel Rivas (FRA)                                              | Jonathan Nordbotten (NOR)                                        | Petter Brenna (NOR)                                              |
| 04.01.2011 | Val Saint-Côme | SL   | Jonathan Nordbotten (NOR)                                        | Will Gregorak (USA)                                              | Colby Granstrom (USA)                                            |
| 05.01.2011 | Mont Garceau   | GS   | Will Gregorak (USA)                                              | Ryan Semple (CAN)                                                | Ace Tarberry (USA)                                               |
| 06.01.2011 | Mont Garceau   | GS   | Will Gregorak (USA)                                              | Andreas Willumsen Haug (NOR)                                     | Phil Brown (CAN)                                                 |
| 14.02.2011 | Aspen          | DH   | Wiley Maple (USA)                                                | Thomas Biesemeyer (USA)                                          | Erik Fisher (USA)                                                |
| 15.02.2011 | Aspen          | DH   | Dustin Cook (CAN)                                                | Erik Fisher (USA)                                                | Thomas Biesemeyer (USA)                                          |
| 17.02.2011 | Aspen          | SG   | Thomas Biesemeyer (USA)                                          | Ryan Cochran-Siegle (USA)                                        | Joe Swensson (USA)                                               |
| 17.02.2011 | Aspen          | SC   | Thomas Biesemeyer (USA)                                          | Ryan Cochran-Siegle (USA)                                        | Brennan Rubie (USA)                                              |
| 18.02.2011 | Aspen          | SG   | Ryan Cochran-Siegle (USA)                                        | Brennan Rubie (USA)                                              | Dustin Cook (CAN)                                                |
| 15.03.2011 | Whistler       | GS   | Tim Jitloff (USA)                                                | Tommy Ford (USA)                                                 | David Chodounsky (USA)                                           |
| 16.03.2011 | Whistler       | GS   | Will Gregorak (USA)                                              | Tim Jitloff (USA)                                                | Thomas Biesemeyer (USA)                                          |
| 17.03.2011 | Whistler       | SL   | Gabriel Rivas (FRA)                                              | Colby Granstrom (USA)                                            | Brad Spence (CAN)                                                |
| 18.03.2011 | Whistler       | SL   | Paul Stutz (CAN)                                                 | Petter Brenna (NOR)                                              | Colby Granstrom (USA)                                            |
| 19.03.2011 | Whistler       | SG   | Ryan Cochran-Siegle (USA)                                        | Chris Frank (USA)                                                | Jan Hudec (CAN)                                                  |
| 20.03.2011 | Whistler       | SC   | Tommy Ford (USA)                                                 | Tim Jitloff (USA)                                                | Phil Brown (CAN)                                                 |
| 20.03.2011 | Whistler       | SG   | Ryan Cochran-Siegle (USA)                                        | Thomas Biesemeyer (USA)                                          | Jan Hudec (CAN)                                                  |

## Damen

### Gesamtwertung
| Rang | Name             | Land               | Punkte |
| ---- | ---------------- | ------------------ | ------ |
| 1    | Kiley Staples    | Vereinigte Staaten | 1241   |
| 2    | Julia Ford       | Vereinigte Staaten | 1115   |
| 3    | Mikaela Shiffrin | Vereinigte Staaten | 0897   |
| 4    | Victoria Stevens | Kanada             | 0698   |
| 5    | Brooke Wales     | Vereinigte Staaten | 0694   |

### Abfahrt
| Rang | Name               | Land               | Punkte |
| ---- | ------------------ | ------------------ | ------ |
| 1    | Julia Ford         | Vereinigte Staaten | 310    |
| 2    | Kiley Staples      | Vereinigte Staaten | 226    |
| 3    | Georgia Simmerling | Kanada             | 225    |
| 4    | Victoria Stevens   | Kanada             | 220    |
| 5    | Sarah Freeman      | Kanada             | 150    |

### Super-G
| Rang | Name             | Land               | Punkte |
| ---- | ---------------- | ------------------ | ------ |
| 1    | Julia Ford       | Vereinigte Staaten | 400    |
| 2    | Brooke Wales     | Vereinigte Staaten | 368    |
| 3    | Victoria Stevens | Kanada             | 284    |
| 4    | Kiley Staples    | Vereinigte Staaten | 268    |
| 5    | Abby Ghent       | Vereinigte Staaten | 240    |

### Riesenslalom
| Rang | Name                   | Land               | Punkte |
| ---- | ---------------------- | ------------------ | ------ |
| 1    | Marie-Pier Préfontaine | Kanada             | 580    |
| 2    | Kiley Staples          | Vereinigte Staaten | 307    |
| 3    | Mikaela Shiffrin       | Vereinigte Staaten | 289    |
| 4    | Nadja Vogel            | Schweiz            | 245    |
| 5    | Megan McJames          | Vereinigte Staaten | 225    |

### Slalom
| Rang | Name             | Land               | Punkte |
| ---- | ---------------- | ------------------ | ------ |
| 1    | Mikaela Shiffrin | Vereinigte Staaten | 399    |
| 2    | Kiley Staples    | Vereinigte Staaten | 295    |
| 3    | Elli Terwiel     | Kanada             | 266    |
| 4    | Erin Mielzynski  | Kanada             | 229    |
| 5    | Resi Stiegler    | Vereinigte Staaten | 190    |

### Super-Kombination
| Rang | Name                | Land               | Punkte |
| ---- | ------------------- | ------------------ | ------ |
| 1    | Julia Ford          | Vereinigte Staaten | 160    |
| 2    | Kiley Staples       | Vereinigte Staaten | 145    |
| 3    | Mikaela Shiffrin    | Vereinigte Staaten | 100    |
| 4    | Brooke Wales        | Vereinigte Staaten | 079    |
| 5    | Madison McLeish     | Kanada             | 060    |
|      | Abby Ghent          | Vereinigte Staaten | 060    |
|      | Anastassija Kedrina | Russland           | 060    |

### Podestplätze
Disziplinen:
- DH = Abfahrt
- SG = Super-G
- GS = Riesenslalom
- SL = Slalom
- SC = Superkombination

| Datum      | Ort          | Dis. | 1. Platz                                                                   | 2. Platz                                                                   | 3. Platz                                                                   |
| ---------- | ------------ | ---- | -------------------------------------------------------------------------- | -------------------------------------------------------------------------- | -------------------------------------------------------------------------- |
| 29.11.2010 | Loveland     | SL   | Anna Goodman (CAN)                                                         | Taïna Barioz (FRA)                                                         | Denise Feierabend (SUI)                                                    |
| 30.11.2010 | Loveland     | SL   | Sarah Schleper (USA)                                                       | Brittany Phelan (CAN)                                                      | Marion Bertrand (FRA)                                                      |
| 01.12.2010 | Aspen        | GS   | Megan McJames (USA)                                                        | Marie-Pier Préfontaine (CAN)                                               | Esther Good (SUI)                                                          |
| 02.12.2010 | Aspen        | GS   | Marie-Pier Préfontaine (CAN)                                               | Ana Drev (SLO)                                                             | Nadja Vogel (SUI)                                                          |
| 08.12.2010 | Lake Louise  | DH   | Kiley Staples (USA)                                                        | Victoria Stevens (CAN)                                                     | Julia Ford (USA)                                                           |
| 09.12.2010 | Lake Louise  | DH   | Julia Ford (USA)                                                           | Georgia Simmerling (CAN)                                                   | Victoria Stevens (CAN)                                                     |
| 10.12.2010 | Lake Louise  | SG   | Wegen großer Neuschneemengen abgesagt. Ersatzrennen in Whistler.           | Wegen großer Neuschneemengen abgesagt. Ersatzrennen in Whistler.           | Wegen großer Neuschneemengen abgesagt. Ersatzrennen in Whistler.           |
| 13.12.2010 | Panorama     | SG   | Madison McLeish (CAN)                                                      | Julia Ford (USA)                                                           | Kelly McBroom (CAN)                                                        |
| 14.12.2010 | Panorama     | SC   | Mikaela Shiffrin (USA)                                                     | Julia Ford (USA)                                                           | Anastassija Kedrina (RUS)                                                  |
| 14.12.2010 | Panorama     | SG   | Katie Hartman (USA)                                                        | Mikaela Shiffrin (USA)                                                     | Leah Canfield (USA)                                                        |
| 15.12.2010 | Panorama     | SL   | Elli Terwiel (CAN)                                                         | Madison McLeish (CAN)                                                      | Mikaela Shiffrin (USA)                                                     |
| 16.12.2010 | Panorama     | GS   | Mikaela Shiffrin (USA)                                                     | Anna Marno (USA)                                                           | Kiley Staples (USA)                                                        |
| 03.01.2011 | Sunday River | GS   | Marie-Pier Préfontaine (CAN)                                               | Megan McJames (USA)                                                        | Nadja Vogel (SUI)                                                          |
| 04.01.2011 | Sunday River | GS   | Marie-Pier Préfontaine (CAN)                                               | Nadja Vogel (SUI)                                                          | Elli Terwiel (CAN)                                                         |
| 05.01.2011 | Sunday River | SL   | Mikaela Shiffrin (USA)                                                     | Kiley Staples (USA)                                                        | Elli Terwiel (CAN)                                                         |
| 06.01.2011 | Sunday River | SL   | Mikaela Shiffrin (USA)                                                     | Kiley Staples (USA)                                                        | Megan McJames (USA)                                                        |
| 10.02.2011 | Aspen        | SG   | Brooke Wales (USA)                                                         | Julia Ford (USA)                                                           | Victoria Stevens (CAN)                                                     |
| 10.02.2011 | Aspen        | SC   | Kiley Staples (USA)                                                        | Julia Ford (USA)                                                           | Madison McLeish (CAN)                                                      |
| 11.02.2011 | Aspen        | SG   | Victoria Stevens (CAN)                                                     | Anna Marno (USA)                                                           | Kiley Staples (USA)                                                        |
| 14.02.2011 | Aspen        | DH   | Georgia Simmerling (CAN)                                                   | Julia Roth (CAN)                                                           | Sarah Freeman (CAN)                                                        |
| 15.02.2011 | Aspen        | DH   | Julia Ford (USA)                                                           | Victoria Stevens (CAN)                                                     | Tess Davies (CAN)                                                          |
| 15.03.2011 | Whistler     | SL   | Erin Mielzynski (CAN)                                                      | Elli Terwiel (CAN)                                                         | Resi Stiegler (USA)                                                        |
| 16.03.2011 | Whistler     | SL   | Erin Mielzynski (CAN)                                                      | Madison Irwin (CAN)                                                        | Resi Stiegler (USA)                                                        |
| 17.03.2011 | Whistler     | GS   | Marie-Pier Préfontaine (CAN)                                               | Madison Irwin (CAN)                                                        | Kiley Staples (USA)                                                        |
| 18.03.2011 | Whistler     | GS   | Marie-Pier Préfontaine (CAN)                                               | Kiley Staples (USA)                                                        | Madison Irwin (CAN)                                                        |
| 19.03.2011 | Whistler     | SC   | Der Slalomlauf konnte wegen starken Schneefalls nicht durchgeführt werden. | Der Slalomlauf konnte wegen starken Schneefalls nicht durchgeführt werden. | Der Slalomlauf konnte wegen starken Schneefalls nicht durchgeführt werden. |
| 19.03.2011 | Whistler     | SG   | Brooke Wales (USA)                                                         | Abby Ghent (USA)                                                           | Madison Irwin (CAN)                                                        |
| 20.03.2011 | Whistler     | SG   | Julia Ford (USA)                                                           | Julia Roth (CAN)                                                           | Brooke Wales (USA)                                                         |